# Hans-Max Gamper Hässig
Hans-Max Gamper Hässig   (Winterthur, 22 de novembre de 1877 - Barcelona, 30 de juliol de 1930), conegut a Catalunya com a Joan Gamper, fou un esportista suís que passà a la posteritat pel fet de ser el fundador del Futbol Club Barcelona, equip del qual va ser la primera figura (120 gols en 51 partits, comptant-ne també d'amistosos) i president en cinc ocasions. Al llarg de la seva vida es dedicà a l'esport —amb la pràctica de diverses disciplines com ara ciclisme, natació, atletisme, rugbi i futbol. A Zuric i a Lió fou considerat un atleta excepcional, per la seva classe i vitalitat. També fou col·laborador en publicacions esportives com l'helvètica La Suisse Sportive o la catalana Los Deportes.

## Biografia
Nat a Winterthur, Hans Gamper fou el germà gran i tercer de cinc fills del matrimoni entre August Gottlieb Gamper i Rosina Emma Hässig. La seva mare morí de tuberculosi quan ell tenia 8 anys; i la família es desplaçà, aleshores, a Basilea. Posteriorment Gamper s'establí a Zuric per continuar amb els seus estudis, i amb dotze anys ja hi destacava com a ciclista.
Un cop en el món laboral, hagué d'abandonar l'esport de la bicicleta i fou aleshores quan decidí dedicar-se al futbol. Considerat un dels millors jugadors suïssos, debutà l'any 1893 en el FC Excelsior de Zuric, essent-ne capità i proclamat millor davanter el 1895. Però divergències amb aquest club l'obligaren a abandonar-lo i fou aleshores quan decidí fundar el FC Zürich, del qual també seria capità, i que ben aviat destacaria com un dels millors equips de Suïssa. La seva passió pel futbol no el feu recular —tot i pertànyer a les files de l'Excelsior, primer; i del Zuric, després— a l'hora de jugar a la vegada per altres equips de l'entorn. El 15 de novembre de 1896, Gamper retorna a Basilea per participar en el primer partit internacional del FC Basel, matx que coincidia casualment amb el tercer aniversari d'aquesta entitat. I el 13 de març de 1897 jugaria amb l'equip de la seva ciutat natal, el FC Winterthur, marcant quatre gols. A la tardor de 1897, Gamper es trasllada a Lió per completar la seva formació professional en l'àmbit del comerç. Allà ingressa en la Union Athlétique, on practicarà el rugbi cedit al FC Lyon.

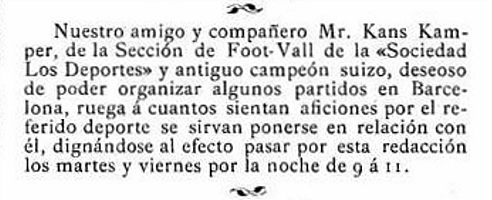
Reclam original a Los Deportes

El 2 de novembre de 1898 arriba a Barcelona per aprendre castellà, i ben aviat fa amistat amb la colònia estrangera que hi havia a la ciutat. Home entusiasta i molt actiu, decideix de contribuir a difondre l'esport del futbol i comença a jugar-hi al barri de Sant Gervasi de Cassoles, on resideix a casa del seu parent Émile Gaissert. A poc a poc, va madurant el projecte que tenia de fundar un club de futbol a la ciutat. El 22 d'octubre de 1899 insereix a la revista Los Deportes un petit anunci que convidava tots els aficionats a la pràctica del futbol a trobar-se. Només un mes i escaig més tard, el 29 de novembre, el Gimnàs Solé del carrer Montjuïc del Carme número 5, és l'escenari de la fundació del Football Club Barcelona. En un altre moment (a finals de 1919) també ingressà com a soci al Centre Excursionista de Catalunya

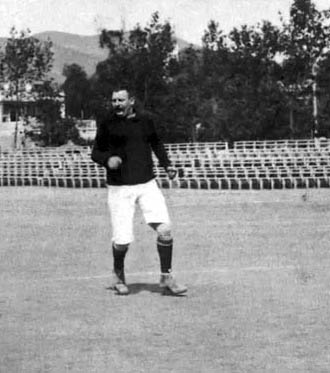
Joan Gamper jugant a futbol.

Hans Gamper (ben aviat amb el nom catalanitzat com a Joan Gamper) juga al primer equip del Barça des de 1899 fins a 1903, i n'exerceix de capità. Posteriorment assumirà en diverses ocasions la presidència del club (del 2 de desembre de 1908 al 14 d'octubre de 1909, del 17 de setembre de 1910 al 30 de juny de 1913, del 17 de juny de 1917 al 19 de juny de 1919, del 17 de juliol de 1921 al 29 de juny de 1923, i de l'1 de juny de 1924 al 17 de desembre de 1925). Durant el darrer d'aquests períodes, en un partit amistós contra el CE Júpiter en homenatge a l'Orfeó Català, el públic barcelonista va fer una sorollosa xiulada a l'himne d'Espanya. La reacció de les autoritats (en època de la dictadura de Primo de Rivera) va ser furibunda i van obligar-lo a dimitir com a president del club i a sortir del país, a més de clausurar el Camp de les Corts durant sis mesos. Va haver de passar un temps exiliat a Aarau, Suïssa, en què va patir alguns problemes de salut.
El dia 30 de juliol de 1930, atabalat pels problemes econòmics i personals i víctima d'una gran depressió, Gamper decideix suïcidar-se. La notícia cau com una bomba inesperada en la societat barcelonina i es decideix de silenciar la causa de la mort. Gamper va ser enterrat al cementiri de Montjuïc, a la zona reservada per a funerals no catòlics, pel fet que Gamper era protestant.
La ciutat li va concedir el nom d'un carrer al barri de les Corts i el club li va reservar a perpetuïtat el número 1 de soci.

## Epíleg
L'any 1966, l'aleshores president Enric Llaudet va instituir el Torneig Joan Gamper, que amb els anys ha aconseguit un rellevant prestigi internacional; i amb el qual tradicionalment s'inicia la temporada al Camp Nou, abans del començament del Campionat Nacional de Lliga d'Espanya.
L'1 de juny del 2006, el FC Barcelona inaugurà a Sant Joan Despí la Ciutat Esportiva Joan Gamper, el nom de la qual ret homenatge al fundador del club.
El 2004, l'empresa d'assegurances Winterthur Group va ser l'espònsor oficial de la secció de bàsquet. Així, la secció va dur el nom de Winterthur Futbol Club Barcelona, el lloc on Gamper va néixer.
D'altra banda, un dels millors homenatges a aquest esportista multidisciplinari és la reeixida existència de diverses seccions esportives. Avui el FC Barcelona compta amb seccions d'atletisme, rugbi, bàsquet, handbol, hoquei patins, hoquei gel, futbol sala, hoquei herba, futbol femení o beisbol. També van existir altres seccions com ciclisme, voleibol, bàsquet femení o futbol americà Barcelona Dragons.

## Palmarès
Com a jugador del FC Barcelona:
- 1 Copa Macaya (1901-1902)
- 1 Copa Barcelona (1902-1903)

## Fons personal
Una part del seu fons personal es conserva a l'Arxiu Fotogràfic de Barcelona. El fons està compost per 4 àlbums fets en homenatge a Joan Gamper. Els àlbums contenen 276 fotografies amb imatges d'equips de clubs de futbol de Catalunya, Espanya i Europa adherits a l'homenatge. L'acte de festeig es va celebrar el 25 de febrer de 1923 i es va viure com una gran festa ciutadana en la qual van participar la banda municipal i l'Orfeó Gracienc. Es va jugar un partit de futbol i, a la mitja part, es van entregar els àlbums a l'homenatjat i es va descobrir el bust de Gamper, obra de Llimona.